# فرودگاه محلی گریتر پرتسموث
فرودگاه محلی گریتر پرتسموث (به انگلیسی: Greater Portsmouth Regional Airport) یک فرودگاه همگانی با کد یاتا PMH است که یک باند فرود آسفالت دارد و طول باند آن ۱۵۲۶ متر است. این فرودگاه در شهر پورتسمووت، اوهایو کشور ایالات متحده آمریکا قرار دارد و در ارتفاع ۲۰۲٫۱ متری از سطح دریا واقع شده‌است.